# Ayapel
Ayapel ist eine Gemeinde (municipio) im Departamento de Córdoba in Kolumbien.

## Geographie
Ayapel liegt im Osten von Córdoba am Río San Jorge. Die Gemeinde ist geprägt von Sümpfen, von denen die Ciénaga de Ayapel mit einer Größe von 40.000 Hektar der wichtigste ist. Ayapel liegt ungefähr 145 km von Montería entfernt und hat eine Durchschnittstemperatur von 28 °C. Die Gemeinde grenzt im Norden und Osten an das Departamento de Sucre (San Marcos, San Benito Abad, Majagual und Guaranda), im Osten außerdem an das Departamento de Bolívar (San Jacinto del Cauca), im Süden an das Departamento de Antioquia (Caucasia und Nechí) sowie an La Apartada und im Westen an Buenavista und Pueblo Nuevo.

## Bevölkerung
Die Gemeinde Ayapel hat 55.120 Einwohner, von denen 28.845 im städtischen Teil (cabecera municipal) der Gemeinde leben (Stand: 2019).

## Geschichte
Ayapel ist der älteste Ort Córdobas. Er geht zurück auf eine indigene Siedlung der Zenú, wobei der Name auf den Kaziken Yapel zurückgeht. Offiziell gegründet wurde Ayapel 1535 von Alonso de Heredia. Eine Neugründung erfolgte 35 Jahre später durch Juan de Rodas y Carvajal unter dem Namen San Jerónimo del Monte. Nur fünf Jahre danach wurde die Siedlung an ihren heutigen Ort umgesiedelt und erhielt den Namen San Jerónimo de Ayapel.

## Wirtschaft
Die wichtigsten Wirtschaftszweige von Ayapel sind der Anbau von Reis und die Holzwirtschaft. Die Fischerei sieht sich beeinträchtigt durch sinkende Fischzahlen aufgrund von Überfischung und Verseuchung der Gewässer mit Quecksilber, das durch illegale Goldgewinnung in die Natur geleitet wird.